# Lauttasaari (metropolitana di Helsinki)
Lauttasaari (in finlandese: Lauttasaaren metroasema; in svedese: Drumsös metrostation) è una stazione della Metropolitana di Helsinki, che serve principalmente il quartiere di Lauttasaari. Lauttasaari è la prima stazione del prolungamento da Ruoholahti a Matinkylä, aperto nel 2017.
La fermata fu inaugurata il 18 novembre 2017.